# Kontroversen kring fluor i dricksvatten
Kontroversen kring tillsättningen av fluor i dricksvatten började redan på 1940-talet då fluorideringen av vatten till hushållen inleddes. Under 1950- och 1960-talet menade vissa kritiker att fluorideringen var en kommunistisk strategi eller konspiration för att underminera den amerikanska folkhälsan. Under 2000-talet har frågan blivit politiskt stor i vissa länder och olika länder har gått olika vägar, vissa har utökat fluorideringen medan andra har stoppat fluorideringen.